# Korespondenční šach

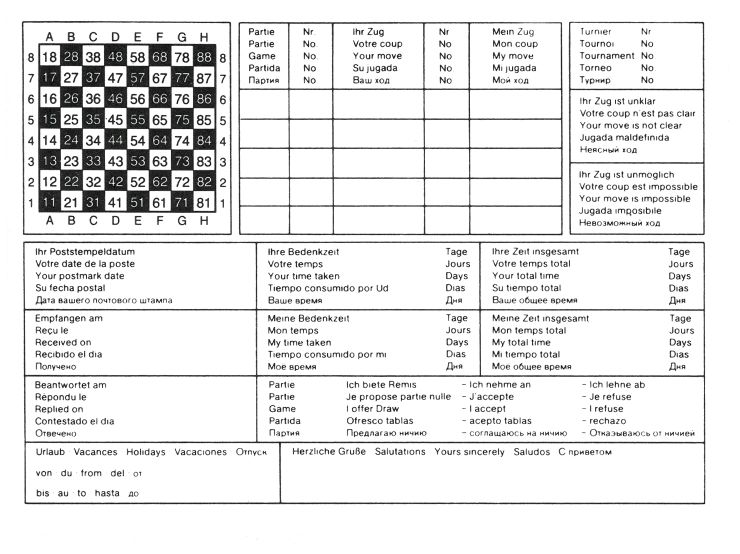
Dopisní formulář pro korespondenční šach.

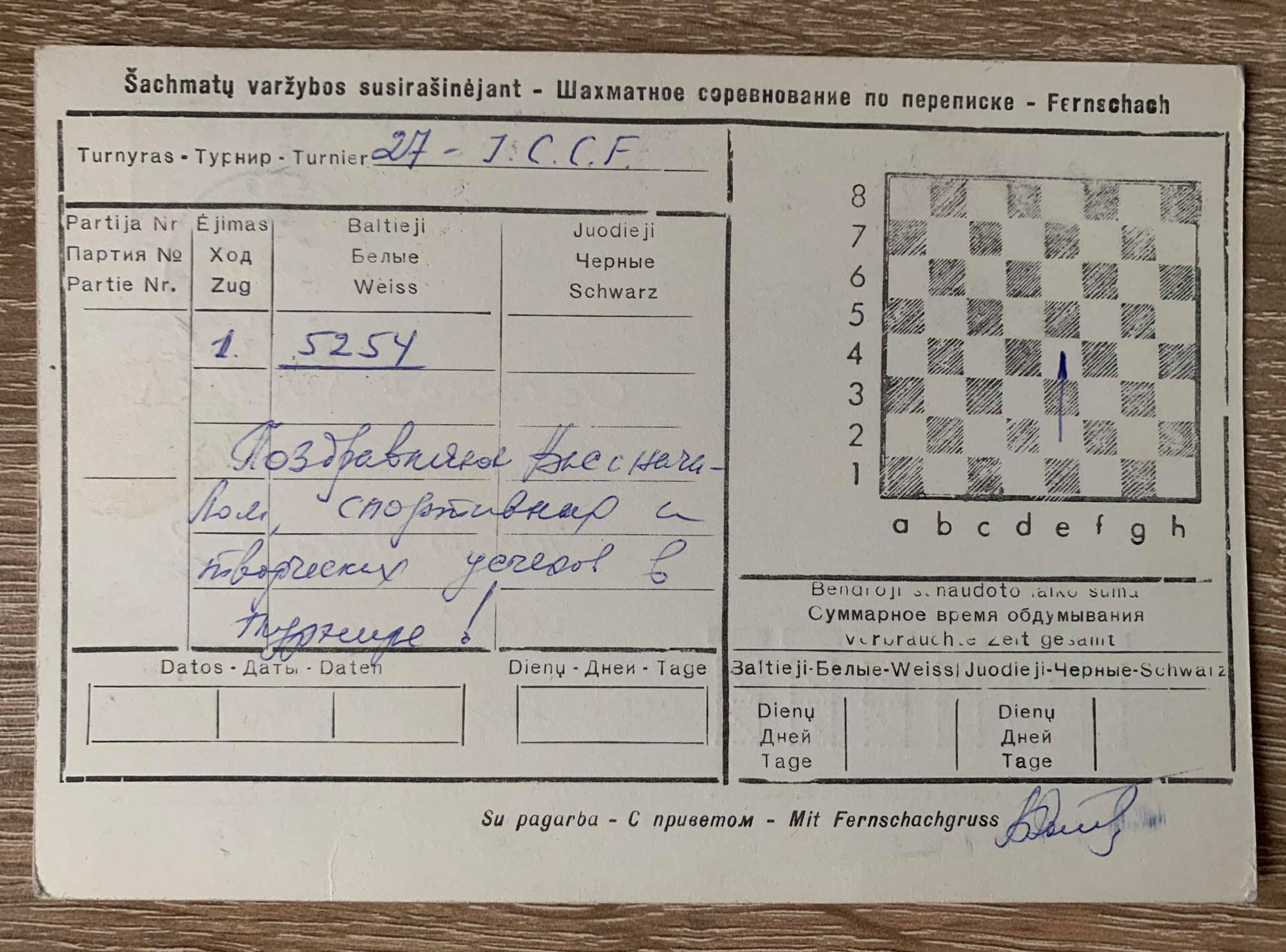
Vzor dopisního formuláře pro korespondenční šach typický pro východní blok

Korespondenční šach (někdy též šach na dálku či moderně koršach) je obecné označení pro hraní šachu formou dálkové komunikace. Toto šachové odvětví je specifické zejména tím, že časová spotřeba v partii se počítá na dny a hráči smějí při hře využívat veškeré formy podpory, tj. mohou nahlížet do literatury, radit se s dalšími osobami, analyzovat za pomoci počítačů apod. Časový limit v korespondenčním šachu dnes obvykle činí 40–50 dní na 10 tahů a partie trvají v průměru cca 15–18 měsíců.

## Korespondenční šach vČesku
Historicky má Česká republika celkem 15 velmistrů (GM) a 6 velmistryň (LGM) v korespondenčním šachu. Na ratingové listině ICCF platné pro období od 1. 10. do 31. 12. 2012 mělo SKŠ v ČR celkem 5 hráčů v první světové stovce a jednoho z nich dokonce na 7. místě Elo – listiny ICCF aktivních hráčů. Česká koršachová reprezentace patří do absolutní světové špičky, což v posledním období neustále dokazuje zejména svými skvělými výsledky ve vrcholných soutěžích družstev (např. 4. místo ve finále X., 1. místo ve finále XI. a 2. místo ve finále XIII. Olympiády, 1. místo ve finále IV. a 3. místo ve finále V. Olympiády žen, 3. místo v V. i VI. finále ME, 1. místo ve III. ročníku Dunajského poháru, 1. místo v I. i II. ročníku Chessfriends Rochade – 5171, skvěle rozehrané finále XVI. Olympiády s dobrými vyhlídkami na 1. místo, jisté 2. nebo 3. místo českého družstva Brevnov Knights v nejvyšší lize „A“ IV. ročníku soutěže Champions League atd.), ale pozadu nezůstávají ani čeští reprezentanti v turnajích jednotlivců.
Český politolog Roman Chytilek je v současnosti (srpen 2020) jedničkou na seznamu ICCF.

## Korespondenční šachové olympijské hry ICCF

### Pánské
| #  | Rok       | Zlato                          | Stříbro                 | Bronz                                | Česko     |
| -- | --------- | ------------------------------ | ----------------------- | ------------------------------------ | --------- |
| 1  | 1949–1952 | Maďarsko (25)                  | Československo (20)     | Švédsko (19,5)                       |           |
| 2  | 1952–1955 | Československo (27,5)          | Švédsko (27,5)          | Německo (27)                         |           |
| 3  | 1958–1961 | Sovětský svaz (35,5)           | Maďarsko (32,5)         | Jugoslávie (32)                      |           |
| 4  | 1962–1964 | Sovětský svaz (36)             | Východní Německo (28,5) | Švédsko (27,5)                       |           |
| 5  | 1965–1968 | Československo (31,5)          | Sovětský svaz (30)      | Západní Německo (29,5)               |           |
| 6  | 1968–1972 | Sovětský svaz (38)             | Československo (28,5)   | Východní Německo (25,5)              |           |
| 7  | 1972–1976 | Sovětský svaz (35,5)           | Bulharsko (30)          | Spojené království (29,5)            |           |
| 8  | 1977–1982 | Sovětský svaz (46,5)           | Maďarsko (44)           | Spojené království (41,5)            |           |
| 9  | 1982–1987 | Spojené království (33,5)      | Západní Německo (30)    | Sovětský svaz (27)                   |           |
| 10 | 1987–1995 | Sovětský svaz (34)             | Anglie (33,5)           | Východní Německo (33,5)              |           |
| 11 | 1992–1997 | Československo & Německo(45,5) |                         | Kanada (40) Skotsko (40)             |           |
| 12 | 1998–2004 | Německo (47,5)                 | Litva (42,5)            | Lotyšsko (42,5)                      | 6° (36,5) |
| 13 | 2004–2009 | Německo (38)                   | ČESKÁ REPUBLIKA (34,5)  | Polsko (32)                          |           |
| 14 | 2002–2006 | Německo (45,5)                 | Litva (39,5)            | Spojené státy americké (36)          | 7° (33)   |
| 15 | 2006–2009 | Norsko (48)                    | Německo (47)            | Nizozemsko (46,5)                    |           |
| 16 | 2010–2016 | ČESKÁ REPUBLIKA (33,5)         | Německo (28,5)          | Francie (26,5)                       |           |
| 17 | 2009–2012 | Německo (44,5)                 | Španělsko (43,5)        | Itálie (39,5)                        |           |
| 18 | 2012–2016 | Německo (41,5)                 | Slovinsko (41)          | Španělsko (39)                       |           |
| 19 | 2016–2021 | Bulharsko (27)                 | Německo (26,5)          | ČESKÁ REPUBLIKA (26,5) Polsko (26,5) |           |
| 20 | 2016–2019 | Německo (39,5)                 | Rusko (39,5)            | Španělsko (39)                       |           |
| 21 | 2020-2023 | Německo (38)                   | Lucembursko (37)        | USA (37)                             | 7° (36,5) |

## Olympijské hry pro ženy
| #  | Rok       | Zlato              | Střibro              | Bronz                 | Česko      |
| -- | --------- | ------------------ | -------------------- | --------------------- | ---------- |
| 1  | 1974-1979 | Sovětský svaz (22) | Západní Německo (19) | Československo (15,5) |            |
| 2  | 1980-1086 | Sovětský svaz (26) | Československo (26)  | Jugoslávie (20)       |            |
| 3  | 1986-1992 | Sovětský svaz (23) | Československo (21)  | Maďarsko (14,5)       |            |
| 4  | 1992-1997 | Česko (24)         | Rusko (21)           | Polsko (18,5)         |            |
| 5  | 1997-2003 | Rusko (25)         | Německo (22)         | Česko (18)            |            |
| 6  | 2003-2006 | Litva (26,5)       | Německo (23,5)       | Itálie (23)           | 5° (20)    |
| 7  | 2007-2009 | Slovinsko (25)     | Litva (23,5)         | Německo (23)          | 5° (20)    |
| 8  | 2008-2010 | Polsko (27)        | Bulharsko (27)       | Itálie (26)           | 6° (22)    |
| 9  | 2011-2014 | Rusko (34)         | Litva (32,5)         | Německo (30)          |            |
| 10 | 2015-2017 | Německo (33)       | Litva (30)           | Rusko (28)            | 10° (18,5) |

## Světové šachové mistrovství pro korespondenci
| #  | Obdobi    | Prvni                                         | Druhý                                    | Česko                                        |
| -- | --------- | --------------------------------------------- | ---------------------------------------- | -------------------------------------------- |
| 1  | 1950-1953 | Cecil Purdy                                   | Harald Malmgren                          |                                              |
| 2  | 1956-1959 | Viacheslav Ragozin                            | Lucius Endzelins                         | Valt Borsony (10°) Jaroslav Ježek (11°)      |
| 3  | 1959-1962 | Alberic O´Kelly                               | Piotr Dubinin                            |                                              |
| 4  | 1962-1965 | Vladimir Zagorovsky                           | Georgy Borisenko                         |                                              |
| 5  | 1965-1968 | Hans Berliner                                 | Jaroslav Hýbl                            | Karel Husák (3°)                             |
| 6  | 1968-1971 | Horst Rittner                                 | Vladimir Zagorovsky                      | Jaroslav Hýbl (8°) Rudolf Ševeček (14°)      |
| 7  | 1972-1976 | Jakov Estrin                                  | Jozef Boey                               | Jindřik Zapletal (14°) Zdeněk Nečesaný (17°) |
| 8  | 1975-1980 | Jorn Sloth                                    | Vladimir Zagorovsky                      | Josef Nun (15°)                              |
| 9  | 1977-1983 | Tônu Ôim                                      | Fritz Baumbach                           |                                              |
| 10 | 1978-1984 | Vytas Palciauskas                             | Juan Morgado                             |                                              |
| 11 | 1983-1989 | Fritz Baumbach                                | Gennadi Nesis                            |                                              |
| 12 | 1984-1991 | Grigory Sanakoev                              | Josef Franzen                            |                                              |
| 13 | 1989-1998 | Mikhail Umansky                               | Erik Bang                                |                                              |
| 14 | 1994-2000 | Tônu Ôim                                      | Ove Ekebjaerg                            |                                              |
| 15 | 1996-2002 | Gert Timmerman                                | Joop van Oosterom                        |                                              |
| 16 | 1999-2004 | Tunc Hamarat                                  | Rudolf Maliangkay                        | Rudolf Ševeček (11°)                         |
| 17 | 2002-2007 | Ivar Bern                                     | Wolfgang Rohde                           | Libor Daněk (12°)                            |
| 18 | 2003-2005 | Joop van Oosterom                             | Hans Elwert                              | Milan Mráz (14°)                             |
| 19 | 2004-2007 | Christophe Léotard                            | Frank Gerhardt                           | Václav Lexa (13°)                            |
| 20 | 2004-2011 | Pertti Lehikoinen                             | Stefan Winge                             | Miloš Kratochvil (3°) Michal Tochaček (9°)   |
| 21 | 2005-2008 | Joop van Oosterom                             | Alexander Ugge                           |                                              |
| 22 | 2007-2010 | Alexandr Dronov                               | Jürgen Bücker                            | David Vrkoč (4°) Lubomir Machýček (16°)      |
| 23 | 2007-2010 | Ulrich Stephan                                | Thomas Winckelmann                       | Pavel Sváček (13°) Ladislav Žlebčick (14°)   |
| 24 | 2009-2011 | Marjan Šemri                                  | Hans Wunderlich                          |                                              |
| 25 | 2009-2013 | Fabio Finocchiaro                             | Richard Hall                             |                                              |
| 26 | 2010-2014 | Ron Langeveld                                 | Florin Serban                            |                                              |
| 27 | 2011-2014 | Alexandr Dronov                               | Matthias Kribben                         |                                              |
| 28 | 2013-2016 | Leonardo Ljubičič                             | Horacio Neto                             | Petr Boukal (3°) Zdeněk Straka (15°)         |
| 29 | 2015-2018 | Alexandr Dronov                               | Jacek Oskulski                           |                                              |
| 30 | 2017-2019 | Andrey Kochemasov                             | Enver Efendiyev                          |                                              |
| 31 | 2019-2022 | Fabian Stanach Christian Muck , Ron Langeveld |                                          |                                              |
| 32 | 2020-2022 | Jon Edwards                                   | Michel Lecroq Sergey Osipov Horácio Neto |                                              |

## Mistrovství světa žen
| #  | Obdobi    | Prvni               | Druhý                                                                | Česko                                                            |
| -- | --------- | ------------------- | -------------------------------------------------------------------- | ---------------------------------------------------------------- |
| 1  | 1968-1972 | Olga Rubtsova       | Gertrude Schoisswohl                                                 |                                                                  |
| 2  | 1972-1977 | Lora Jakovleva      | Olga Rubtsova                                                        |                                                                  |
| 3  | 1978-1984 | Luba Kristol        | Merike Rötova                                                        |                                                                  |
| 4  | 1984-1992 | Ljudmila Belavenets | Nina Orlova                                                          |                                                                  |
| 5  | 1993-1998 | Luba Kristol        | Ingrida Priedite                                                     | Eva Možná (3°) Vlasta Nejezchlebová (4°)                         |
| 6  | 2000-2005 | Alessandra Riegler  | Maja Zelcic                                                          | Vlasta Horácková (3°) Eva Možná (12°)                            |
| 7  | 2002-2006 | Olga Sukhareva      | Mary Jones                                                           | Marie Bažantová (4°) Hana Kubiková (11°) Daniela Vaindlová (13°) |
| 8  | 2007-2010 | Olga Sukhareva      | Marié Bažantová                                                      | Mariola Babulová (11°)                                           |
| 9  | 2011-2014 | Irina Perevertkina  | Maria Lisitcina                                                      | Jana Valinová (4°) Marie Bažantová (5°)                          |
| 10 | 2014-2017 | Irina Perevertkina  | Tatiana Moyeenko                                                     | Jana Valinová (9°)                                               |
| 11 | 2017-2020 | Irina Perevertkina  | Vilma Dambrauskaite Tatiana Moyeenko                                 |                                                                  |
| 12 | 2020-2023 | Irina Perevertkina  | Tetiana Yurchuk Victoria Schweer Luz Tinjacá Ramírez Dawn Williamson |                                                                  |

## Faktory výkonnosti
Aktuální výkonnost (úspěšnost) dnešního korespondenčního hráče je dána 5 základními (převážně pohyblivými) faktory: 1. výkon HW a kvalita SW počítače, 2. hráčův um využít maximálně HW a SW počítače, 3. hráčovy obecné šachové znalosti a strategické schopnosti, 4. hráčovy časové možnosti, 5. počet celkově rozehraných partií.

## Historie
Nejstarší zmínky o korespondenčním šachu pocházejí z 12. a 13. století, mají však pololegendární charakter. Přestože nejstarší dochovaná korespondenční partie pochází z počátku roku 1804 a první známky určité organizovanosti vykazují už známá korespondenční přátelská „utkání měst“, která byla sehrána v průběhu 1. poloviny 19. století, až o století později v listopadu roku 1927, se v Německu zformovala organizace ICSB (Internationaler Correspondenz-Schachbund), která ještě v témže roce stihla uspořádat 1. oficiální korespondenční turnaj s mezinárodní účastí (František Batík – tehdy jeden z nejlepších evropských „koršachistů“ – skončil na 2. místě) a 2. 12. 1928 se pak přetransformovala do IFSB (Internationaler Fernschachbund). Tento Mezinárodní korespondenční svaz byl prvním organizátorem oficiálních mezinárodních koršachových soutěží. době 2. světové války byla činnost IFSB z důvodu významného narušení mezinárodního poštovního styku přerušena a v prosinci 1945 byla založena nová organizace ICCA (International Correspondence Chess Association). Československo bylo jednou z prvních zemí, která do tohoto Mezinárodního sdružení korespondenčního šachu podala přihlášku. V roce 1951 pak došlo k přeměně ICCA na ICCF (International Correspondence Chess Federation) a tato organizace zastřešuje a formuje celosvětové koršachové hnutí až do dnešních dnů. K 1. 10. 2012 ICCF sdružovalo celkem 59 členských federací, rozdělených do 4 zón: 1. Evropa (36), 2. Latinská Amerika (8), 3. Severní Amerika a Pacifik (7), 4. Afrika a Asie (8). ICCF je jedinou organizací s celosvětovou působností, která je oprávněná pořádat oficiální mezinárodní soutěže jednotlivců a družstev v korespondenčním šachu (turnaje cyklu mistrovství světa a mistrovství Evropy, olympiády družstev, pohárové soutěže, memoriály, přátelská utkání, zvací turnaje, turnaje žen, veteránů a juniorů, turnaje ve Fischerově šachu aj.), a to bez ohledu na způsob dálkové komunikace mezi hráči. V současnosti se drtivá část oficiálních soutěží ICCF hraje prostřednictvím webserveru ICCF. Ve velice ojedinělých případech se používá i původní způsob hraní – klasická pošta. E-mailové soutěže byly v rámci oficiálních soutěží ICCF zcela zrušeny a elektronickou poštou se občas hrají jen některé domácí turnaje jednotlivých členských federací, pokud je koršachová legislativa dané členské federace připouští. Na ratingové listině ICCF platné ke dni 1. 10. 2012 figurovalo celkem 39 060 hráčů, z toho 9 053 aktivních.

### Seznam prezidentú ICCF
| Jméno                  | Občanstvi              | Období    |
| ---------------------- | ---------------------- | --------- |
| Jean Louis Ormond      | Švýcarsko              | 1951-1954 |
| Anders Elgesem         | Norsko                 | 1955-1959 |
| Hans Werner von Massow | Německo                | 1960-1987 |
| Hendrik Mostert        | Nizozemsko             | 1988-1996 |
| Allan Borwell          | Skotsko                | 1997-2002 |
| Josef Mrkvička         | Česko                  | 2003-2004 |
| Max Zavanelli          | Spojené státy americké | 2005      |
| Mohamed Samraoui       | Alžírsko               | 2006-2008 |
| Eric Ruch              | Francie                | 2009-.... |

### Vývoj techniky
K největšímu zlomu došlo příchodem moderních technologií, tj. na přelomu 80. a 90. let 20. století. Zrychlila a zjednodušila se komunikace mezi hráči, ale i hra samotná se změnila, protože začaly vznikat první šachové počítače. Nejprve se na trhu objevily slabší šachové speciály a první stolní počítače řady „286“, „386“ a „486“, které byly schopné eliminovat prakticky jen zjevnější poziční či strategické chyby, ale od roku 1995 se mezi hráči začaly postupně objevovat první počítače se všemi dnešními atributy. Jejich základní desky byly většinou osazeny procesory Pentium či Pentium Pro a dokázaly pracovat pod 32bitovým operačním systémem Windows 95, pod nímž již bylo možné spouštět i několik analytických motorů (enginů) současně. S příchodem nového tisíciletí nastala tzv. počítačová éra korespondenčního šachu, některými korespondenčními hráči zatracovaná, jinými zase vítaná.

### VČesku
Nejstarší dochované korespondenční partie pocházejí z počátku 70. let 19. století. K významnějšímu rozmachu korespondenčního šachu pak došlo o cca 10 let později, kdy se uskutečnilo několik meziměstských zápasů. Těmito utkáními se nechal inspirovat významný průkopník a propagátora této disciplíny Karel Traxler a uspořádal 1. korespondenční turnaj v českých zemích, který odstartoval 15. 12. 1886. Sám Traxler v něm obsadil 1. místo. Vyšší stupeň organizovanosti a pravidelnosti však začaly vykazovat až permanentní turnaje, které v letech 1937–1945 řídil prostřednictvím časopisu Československý šach (za okupace Šach) Josef Louma, tehdejší sekretář ÚJČS. Skutečný počátek oficiálně organizovaného korespondenčního šachu v Československu je ale spojen až s datem 17. 1. 1949, kdy již pod křídly nově založeného Sdružení čsl. Korespondenčních šachistů při ÚJČS odstartoval tehdejší hlavní pořadatel Richard Brix 1. skupinový turnaj. V dalších desetiletích došlo v Československu k prudkému rozvoji korespondenčního šachu, začaly vznikat nové soutěže a členská základna se postupem času mnohonásobně rozrostla.
Po rozdělení ČSFR k 1. 1. 1993 se jedním ze dvou právních nástupců Svazu korespondenčního šachu ČSFR stalo Sdružení korespondenčního šachu v České republice. Na Ministerstvu vnitra ČR bylo zaregistrováno dne 27. 4. 1993 a na podzim téhož roku bylo kongresem ICCF v Gdaňsku přijato za člena ICCF. Toto občanské sdružení je v současnosti jediným subjektem v České republice, který oficiálně sdružuje naše korespondenční šachisty, hájí jejich zájmy a organizuje pro ně soutěže (turnaje cyklu Mistrovství ČR, pohárové soutěže, veteránské soutěže, soutěže 3 a 4členných družstev, memoriály s domácí i mezinárodní účastí, mezistátní přátelská utkání aj.). SKŠ v ČR mělo k 1. 10. 2012 celkem 1 074 členů, a to včetně neaktivních. Jeho vrcholným orgánem je Valná hromada, která se koná zpravidla v každém 4. roce. V období mezi Valnými hromadami SKŠ v ČR zajišťuje veškerou činnost Řídicí komise SKŠ v ČR, kterou volí Valná hromada SKŠ v ČR. Současná Řídicí komise SKŠ v ČR je 5členná a schází se nejméně 2krát ročně. Dalšími orgány SKŠ v ČR dle Stanov SKŠ v ČR jsou: kontrolní a revizní komise, disciplinární komise, arbitr.
Dne 1. 7. 2010 byly definitivně zrušeny e-mailové soutěže, došlo k plošnému přechodu na Elo ICCF a v důsledku toho k zániku Klasifikačního řádu a s ním i systému osobních ratingů a výkonnostních tříd SKŠ v ČR. Ke stejnému datu vešel v platnost zcela nový dokument SKŠ v ČR s názvem Ratingová a turnajová pravidla, kterým byl mj. zaveden domácí čestný titul Mistr korespondenčního šachu (do 1. 10. 2012 byl udělen na základě dosažených úspěchů celkem 6 hráčům). SKŠ v ČR je řádným členem Šachového svazu České republiky.